# Народно читалище „Напредък – 1870“ (Лясковец)
Народното читалище „Напредък – 1870“ е основано през 1870 г. и до Освобождението то полага основите на просветната лясковска възрожденска дейност. 
По същото врема е създадена библиотека и една от първите театрални трупи в България. През 1896 г. на мястото на старото училище до църквата „Св. Никола“ е съградена подходяща сграда, която през октомври 1901 г. изгаря заедно с библиотеката. Със средства, предоставени от Застрахователното дружество „България“, е построена нова сграда през 1902 г., но за съжаление, тя рухва по време на земетресението от 1913 г. и читалището е поместено в прогимназията „Максим Райкович“. По инициатива на местните жители сградата е възстановена със средства, събрани от читалищното настоятелството. На 26 октомври 1914 г. е нейното официално откриване. През годините дейността на читалището се разширява и обогатява. През 1936 г. се основава градски църковен хор, а след него и светски. Съвременния си вид читалището придобива през 1960 г. с откритието на сегашната сграда със салон с 600 места и помещения за музикалната школа и библиотеката. Пореден ремонт на сградата е извършен ремонт през 2019 г., включващ на зрителския салон, сцената и останалите помещения в читалищната сграда. Закупени са нови осветителна и озвучителна техника.
| Библиотека                                           | 1870 |
| Театралнаа трупа                                     | 1870 |
| Църковен и светски хор                               | 1936 |
| Танцова трупа                                        | 1950 |
| Детската музикална школа                             | 1957 |
| Музей, с експонати, събирани от населението          | 1965 |
| Детски курсове за изучаване на немски и френски език | 1961 |
| Литературен кръжок                                   | 1961 |
| Вокална формация „Мелъди“                            |      |
| Клас по пиано                                        |      |
| Танцова школа и балет „Ритъм“                        |      |
| Детска вокална група „Звънчета“                      |      |
| Детски танцов състав „Дъга“                          |      |
| Клуб „Млад етнограф“                                 |      |
| Проект „Тийн – библиотека“                           |      |